# Phacellodomus sibilatrix
Phacellodomus sibilatrix là một loài chim trong họ Furnariidae.